# Ourilandia
Ourilandia är en flygplats i Brasilien.   Den ligger i kommunen Ourilândia do Norte och delstaten Pará, i den centrala delen av landet, 1 100 km norr om huvudstaden Brasília. Ourilandia ligger 265 meter över havet.
Terrängen runt Ourilandia är platt. Trakten runt Ourilandia är nära nog obefolkad, med mindre än två invånare per kvadratkilometer..
Omgivningarna runt Ourilandia är huvudsakligen savann.